# ألبرت روبنسون (عداء سريع)
ألبرت روبنسون (بالإنجليزية: Albert Robinson)‏ هو عداء سريع أمريكي، ولد في 28 نوفمبر 1964 في شيكاغو في الولايات المتحدة.

## وصلات خارجية
- ألبرت روبنسون على موقع الاتحاد الدولي لألعاب القوى (الإنجليزية)
- ألبرت روبنسون على موقع أوليمبيديا (الإنجليزية)